# Schizotricha glacialis
Schizotricha glacialis is een hydroïdpoliep uit de familie Halopterididae. De poliep komt uit het geslacht Schizotricha. Schizotricha glacialis werd in 1907 voor het eerst wetenschappelijk beschreven door Hickson & Gravely. 